# Alabam
«Alabam» (укр. «Алабама») — американська пісня 1960 року, написана та виконана кантрі-співаком Ковбоєм Копасом.

## Чарти
«Alabam» — найуспішніший реліз Ковбоя Копаса та єдиний сингл, що потрапив до Billboard Hot 100, досягнувши шістдесят третього місця. У кантрі-чарті «Alabam» стала єдиним синглом номер один Ковбоя Копаса, залишаючись на першому місті протягом дванадцяти тижнів. Пісня пробула в чартах тридцять чотири тижні.
| Чарти (1960)                 | Найвища позиція |
| ---------------------------- | --------------- |
| U.S. Billboard Hot C&W Sides | 1               |
| U.S. Billboard Hot 100       | 63              |

## Кавер-версії
- Ґай Мітчелл випустив кавер-пісню в 1968 році. Він досяг 61 місця в чарті Hot Country Songs
- Мінні Перл, 1996
- Лінн Андерсон, 1970
- Пет Бун
- Віллі Нельсон
- Боббі Вінтон
- Генк Вільямс-молодший